# Dominic Yahaya
Dominic Gambo Yahaya (n. 10 ianuarie 1950) este actualul monarh al grupului etnic atyap, un stat tradițional nigerian din sudul statului Kaduna, Nigeria. Este cunoscut și sub titlul de Agwatyap al III-lea.

## Educație
Yahaya s-a născut în Taligan, Atyapland, în fosta Regiune de Nord din Nigeria Britanică (acum, în sudul statului Kaduna, Nigeria), în data de 10 ianuarie 1950.
În perioada 1958-1964 a urmat Școala Primară Sf. Pius, din Taligan (Magamia), iar apoi și-a continuat studiile la Școala Gimnazială St. Mary's, din Fadan Kaje între 1965 și 1969. A urmat Colegiul Barewa, din Zaria, între 1970 și 1971, apoi și-a continuat studiile la Universitatea Ahmadu Bello, din Zaria, între 1972 și 1975, specializarea geografie, unde a urmat și cursuri de masterat între 1977-1979, în Urbanism și Amenajare Regională.

## Carieră
Yahaya a început să lucreze cu guvernul statului Kaduna în 1976, după efectuarea serviciului național obligatoriu de un an în Corpul Serviciului Național pentru Tineret. A deținut mai multe funcții administrative, precum:
- Ofițer Urbanism II, în 1977;
- Șef Urbanism, 1987;
- Director amenajarea orașului și a țării pentru statul Kaduna, în 1989;
- Director general, Kaduna State Urban Planning and Development Authority (KASUPDA), între 1990 și 1993;
- Președinte interimar al zonei administrației locale Kaduna de Nord, în perioada aprilie 1994 - martie 1996.

Apoi, între 1996 și 1998, a deținut funcția de director în cadrul Biroului pentru Terenuri, Studii și Amenajarea Țării din Statul Kaduna.
Alte funcții deținute au fost:
- secretar permanent în Ministerul Resurselor de Apă, în perioada ianuarie 1999 - ianuarie 2000;
- secretar permanent în Ministerul Lucrărilor și Transporturilor, februarie 2000 - noiembrie 2001;
- Biroul Serviciului Public, Biroul Șefului Comisiei de Servicii, Statul Kaduna, în perioada decembrie 2001 - septembrie 2003;
- Biroul Serviciului Public, Biroul Șefului Serviciului, Casa de Stat, Kawo, în perioada octombrie 2003 - 10 ianuarie 2010, de unde s-a și pensionat.[3][5]

După pensionarea din serviciul public, Yahaya a fost numit președinte al Comitetului de management interimar, Zona Administrației Locale Zangon Kataf în perioada 20 iunie 2011 - noiembrie 2012. De asemenea, a devenit membru al Consiliului de conducere al Corpului Serviciului Național pentru Tineret.

## Recunoaștere
În 1991 i s-a acordat Premiul de merit pentru productivitate națională, apoi a fost numit Cavaler al Sfântului Mulumba (KSM).

## Perioada de detenție
După Crizele din Zangon Kataf din 1992, în care cel puțin 21 de indigeni Atyap au fost arestați și lăsați în detenție fără acuzații sau proces, în temeiul Decretului nr. 2 din 1984 promulgat de guvernul militar nigerian, Dominic G. Yahaya (pe atunci funcționar public) a fost unul dintre acei deținuți ținuți separat într-un grup de șase, formând „Clasa specială”, alături de Bala Ade Dauke (șeful districtului de atunci al Zangon Kataf și viitorul Agwatyap I ), generalul-maior Zamani Lekwot, ACP Juri Babang Ayok, maiorul John Atomic Kude și Peter Lekwot (fratele mai mic al generalului-maior Z. Lekwot - care, împreună cu Elias Manza și alții, au fost condamnați la moarte).

## Încoronare
Yahaya, la retragerea lui Harrison Bungwon, Agwatyap II, a fost ales să fie următorul Agwatyap al Căpeteniei Atyap, pentru a conduce poporul Atyap. Pe 12 noiembrie 2016, în palatul Atak Njei, i s-a predat conducerea de către guvernatorul statului Kaduna.